# Мишкин, Фредерик
Фредерик Мишкин (англ. Frederic S. Mishkin, родился 11 января 1951 в Нью-Йорке) — американский экономист, профессор Бизнес-школы Колумбийского университета.

## Ранняя жизнь и семья
Мишкин родился в Нью-Йорке в семье Сиднея Мишкина и Жанны Сильверстайн. Его покойный отец Сидней Мишкин владел галереей в «Baruch College» в Городском университете Нью-Йорка. 
Получил степени бакалавра (1973) и доктора философии (1976) в области экономики в Массачусетском технологическом институте. Работал в Бизнес-школе Колумбийского университета, Национальном бюро экономических исследований, Федеральной корпорации по страхованию вкладов, Северо-западном университете (Иллинойс), Принстонском университете В 1999 году он получил звание почетного профессора Народного университета Китая (Жэньминь).
Фредерик женат на Салли Хаммонд, работает ландшафтным дизайнером. У них есть сын Мэтью и дочь Лаура.

## Карьера
Мишкин является профессором Колумбийской школы бизнеса с 1983 года. С 1991 по 1999 год он занимал должность профессора экономики имени А. Бартона Хепберна, после чего был назначен профессором имени Альфреда Лернера по банковским и финансовым институтам. Он также был научным сотрудником Национального бюро экономических исследований (1980—2006) и старшим научным сотрудником Центра банковских исследований Федеральной корпорации страхования депозитов (2003—2006). Доктор Мишкин был также профессором в Университете Чикаго (1976—1983).
С 1994 по 1997 год Мишкин был исполнительным вице-президентом и директором по исследованиям Федерального резервного банка Нью-Йорка и экономистом Федерального комитета по открытым рынкам Федеральной резервной системы. Доктор Мишкин был редактором журнала «Economic Policy Review» Федерального резервного банка Нью-Йорка, а затем входил в состав редакционной коллегии этого журнала. С 1997 по 2006 год он также был научным консультантом и работал в Экономической консультативной группе Федерального резервного банка Нью-Йорка. Мишкин был научным консультантом в Совете управляющих и приглашенным научным сотрудником в Отделе международных финансов Совета.
С 2006 по 2008 год входил в Совет управляющих Федеральной резервной системы США (номинирован Бушем-младшим).

## Книги
- Экономическая теория денег, банковского дела и финансовых рынков. — Издательство: Аспект Пресс, 1999. (The Economics of Money, Banking and Financial Markets)